# Matrice de prioritizare
Matricea de prioritizare (engleză Prioritization matrix) este o matrice în formă de L care folosește combinațiile pereche dintr-o listă de opțiuni (inițiative, proiecte, soluții, echipamente majore sau selecția personalului-cheie) cu scopul de a stabili criteriile necesare alegerii celei mai bune opțiuni. Tehnicile matricelor sunt folosite pentru a face comparații în perechi pentru a stabili cea mai bună variantă/alternativă/opțiune. Această metodă este riguroasă, minuțioasă, însă implică un consum mare de timp.
Pentru început se stabilește importanța fiecărui criteriu de alegere a opțiunilor. Apoi se ia în considerare fiecare criteriu în mod separat, fiecare opțiune fiind evaluată în funcție de cât de bine îndeplinește criteriul decizia/opțiunea ce va fi luată. În final, toate evaluările sunt combinate pentru a se stabili o listă finală a evaluărilor opțiunilor.
Există trei versiuni diferite ale matricei de prioritizare, utilizate în diferite situații: matricea criteriilor analitice, metoda criteriilor consensuale și metoda combinației DI/diagrama interrelaționării (sau metoda matricială).

## Situații de utilizare
Tehnicile matriciale (matricile de prioritizare) se folosesc în situații foarte diferite, de exemplu:
- Când o listă de opțiuni (inițiative, proiecte etc.) trebuie redusă la una sau un număr mic de alegeri;
- Atunci când trebuie luate în considerare 3 sau mai multe criterii importante, mai ales când unele sunt subiective;
- În situația în care decizia care va fi luată este importantă pentru succesul companiei/organizației, iar o alegere greșită ar provoca grave consecințe;
- Atunci când se selectează inițiative, proiecte sau oportunități de îmbunătățire; atunci când se ia decizia asupra căror oportunități li se vor aloca resurse și care oportunități nu vor beneficia de resurse; atunci când se iau decizii pentru achiziționarea unor echipamente majore; atunci când se iau decizii în privința angajării sau selecției personalului-cheie;
- În situația în care se stabilesc prioritățile dintr-o anumită listă, de exemplu dacă se cere clienților să stabilească o ordine a priorităților în ceea ce privește caracteristicile produsului dorit.

Metoda criteriilor analitice se bazează pe procesul ierarhiei analitice (AHP -Analytic Hierarchy Process), un proces dezvoltat de Thomas L. Saaty. Acesta a folosit o scară comparativă cu note de la 1 la 9 și calcule matematice complexe, bazate pe algebra matriceală.
Metoda criteriilor analitice se folosește, mai ales, în următoarele cazuri:
- Atunci când decizia este extrem de importantă, cu grave consecințe în cazul unei decizii greșite;
- Când toate persoanele responsabile cu luarea deciziei trebuie să cadă de acord și să susțină decizia finală;
- Atunci când unele persoane decidente nu sunt de acord cu importanța relativă a criteriilor.

Metoda criteriilor consensuale se folosește în situațiile următoare:
- Atunci când situațiile descrise pentru utilizarea tehnicilor matriciale (la începutul acestei secțiuni) sunt reale;
- Dacă diferențele dintre opțiuni sunt aproximativ aceleași;
- Atunci când nu este necesar un schimb complet de opinii, cu posibilitatea de a învăța de la ceilalți.

Metoda combinației DI/diagrama interrelaționării se recomandă să se folosească în cazurile următoare:
- Atunci când trebuie luată o decizie în ceea ce privește cea mai bună opțiune sau cel mai bun set de opțiuni;
- Atunci când problema este complexă, cu interconectarea relațiilor cauză-efect;
- Atunci când decizia trebuie să se bazeze nu pe un set de criterii cunoscute, ci pe opțiunile care dezvăluie cel mai bine cauzele principale sau care au cel mai mare impact asupra problemei;
- Atunci când se alege care problemă să fie tratată mai întâi dintr-un grup de probleme asemănătoare sau când nu se cunosc în mod cert cauzele și efectele acestora.[2]